# Johann Lorenz Gasser
Johann Lorenz Gasser  (* 9. März 1723 in Maria Saal; † 3. April 1765 in Wien) war ein österreichischer Anatom. Nach ihm ist von seinem Schüler Raimund Balthasar Hirsch seit 1765 das Ganglion Gasseri benannt.
Bereits als junger Dozent vertrat Gasser an der Universität Wien die Anatomie-Vorlesungen Franz Joseph Jaus, der seine diesbezüglichen Pflichten vernachlässigte. Gassers Vorlesungen wurde begeistert aufgenommen. Gerard van Swieten (1700–1772) und Anton de Haën (1704–1776) waren von ihnen so angetan, dass sie seine Promotion zum Doktor der Medizin ohne Prüfung erwirkten. Im selben Jahr wurde er Professor und auf den Lehrstuhl für Anatomie berufen.